# Bootjack
Bootjack est une census-designated place du comté de Mariposa, dans l'État de Californie, aux États-Unis,. En 2020, elle compte une population de 661 habitants.